# Olivgrå saltator
Olivgrå saltator (Saltator olivascens) är en fågelart i familjen tangaror inom ordningen tättingar.

## Utbredning och systematik
Fågeln förekommer i Sydamerika och delas in i tre underarter med följande utbredning:
- S. o. plumbeus – Colombias karibiska kust från floden Sinú österut till nedre Magdalenadalen
- S. o. brewsteri – nordöstra Colombia (Norte de Santander och Arauca), Venezuela (förutom längst i sydost) samt Trinidad
- S. o. olivascens – sydöstra Venezuela (Roraimaberget i sydöstra Bolívar), Guyana och närliggande nordvästligaste Brasilien

Den betraktas traditionellt som en del av Saltator coerulescens men urskiljs allt oftare som egen art.

### Familjetillhörighet
Tidigare placerades Saltator i familjen kardinaler. DNA-studier visar dock att de tillhör tangarorna.

## Status
Arten har ett stort utbredningsområde och beståndet anses stabilt. Internationella naturvårdsunionen IUCN listar den därför som livskraftig (LC).